# Kokosnusscreme

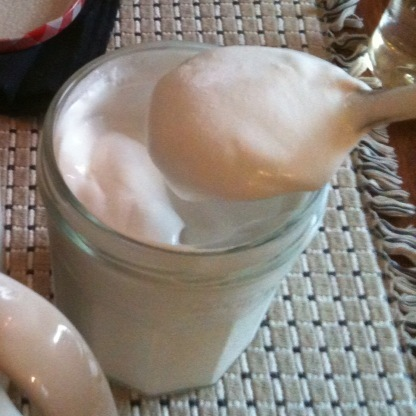
Kokosnusscreme

Kokosnusscreme oder Cream of Coconut ist eine dickflüssige Creme aus eingedicktem Kokosnussfett und mit Rohrzucker gesüßter Kokosmilch. Sie wird vorrangig als Mixzutat für Cocktails wie Piña Colada und andere Coladas oder Batidas verwendet.
Zu unterscheiden ist sie von Coconut Cream (Kokoscreme), die keinen zusätzlichen Zucker enthält. Cream of Coconut unterscheidet sich in Konsistenz und Geschmack außerdem deutlich von der dickflüssigeren Kokosmilch und dem weniger cremigen und süßeren Kokossirup, bei dem es sich oft lediglich um aromatisierten Zuckersirup handelt.